# کانتابیخا
کانتابیخا (به اسپانیایی: Cantavieja) یک شهرستان در اسپانیا است که در استان تروئل واقع شده‌است.

## خصوصیات
کانتابیخا ۱۲۴٫۵۶ کیلومترمربع مساحت و ۷۳۵ نفر جمعیت دارد و ۱٬۲۹۰ متر بالاتر از سطح دریا واقع شده‌است.